# Hermann von Schkopp
Eduard Hermann von Schkopp (* 20. November 1833 in Breslau; † 7. Juli 1898 in Heidelberg) war ein preußischer General der Infanterie.

## Leben

### Herkunft
Hermann war Angehöriger derer von Schkopp sowie der Sohn des preußischen Majors a. D. Karl Eduard Hubertus von Schkopp (1786–1859) und dessen Ehefrau Friederike Wilhelmine, geborene von Kalckreuth (1783–1842). Der spätere preußische Generalmajor Eugen von Schkopp (1839–1925) war sein jüngerer Bruder.

### Militärkarriere
Schkopp besuchte die Elementarschule in Dyhernfurth sowie die Kadettenhäuser in Wahlstatt und Berlin. Anschließend wurde er am 26. April 1851 als Sekondeleutnant dem 18. Infanterie-Regiment der Preußischen Armee überwiesen. Zur weiteren Ausbildung absolvierte er ab 1. Oktober 1854 für drei Jahre die Allgemeine Kriegsschule, die er mit einem sehr guten Zeugnis abschloss. Anschließend war Schkopp bis Ende Juni 1858 als Lehrer an der Divisionsschule in Glogau tätig und wurde zwischenzeitlich im Dezember 1857 zum Adjutanten des Füsilier-Bataillons ernannt. Am 31. Mai 1859 avancierte er zum Premierleutnant und stieg ein Jahr später zum Regimentsadjutanten auf. Von Mai 1861 bis Mitte April 1862 war Schkopp zur Topographischen Abteilung des Großen Generalstabes kommandiert. Unter Beförderung zum Hauptmann wurde er anschließend Kompaniechef. Aufgrund seiner Leistungen in der Truppenführung wurde er von seinen Vorgesetzten mehrfach zur vorzugsweisen Beförderung und zum Generalstab empfohlen. 1864 war Schkopp mit seiner Kompanie während des Krieges gegen Dänemark an der Belagerung und dem Sturm auf die Düppeler Schanzen beteiligt. Dafür wurde ihm am 7. Juni 1864 der Rote Adlerorden IV. Klasse mit Schwertern verliehen.
Auch während des Krieges gegen Österreich konnte sich Schkopp 1866 erneut bewähren. In der Schlacht bei Gitschin gelang es ihm mit der 5. Kompanie westlich von Breska die Stellungen der Österreicher einzunehmen und gegen zwei anstürmende Bataillone zu verteidigen. Für diese Leistung wurde er nach Kriegsende am 20. September 1866 mit dem Orden Pour le Mérite ausgezeichnet. Am 30. Oktober 1866 folgte seine Versetzung als Chef der 3. Kompanie in das neuerrichtete Infanterie-Regiment Nr. 75 nach Harburg. Mit seiner Beförderung zum Major kam Schkopp am 22. März 1868 in den Großen Generalstab und von dort am 25. November 1868 nach Breslau in den Generalstab der 11. Division. In dieser Stellung nahm er 1870/71 im Krieg gegen Frankreich an der Beschießung von Pfalzburg, der Belagerung von Paris sowie den Gefechten bei Chévilly, Thiais und Choisy-le-Roi teil. Kurz vor Kriegsende erlitt Schkopp einen Nervenzusammenbruch und verlor zeitweise Gehör und Sprache. Nachdem sich sein Gesundheitszustand gebessert hatte, wurde er Ende Februar 1872 in das Hannoversche Füsilier-Regiment Nr. 73 versetzt. Dort erhielt Schkopp am 3. März 1872 das Kommando über das sich noch in Frankreich bei der Okkupationsarmee befindliche I. Bataillon. In dieser Stellung wurde ihm am 9. April 1872 das Eiserne Kreuz I. Klasse verliehen und Schkopp am 22. März 1873 zum Oberstleutnant befördert. Unter Stellung à la suite beauftragte man ihn am 12. Februar 1876 mit der Führung des 7. Westfälischen Infanterie-Regiments Nr. 56. Am 11. März wurde er zum Regimentskommandeur ernannt sowie am 22. März 1876 zum Oberst befördert. Schkopp gab das Regiment am 11. Juni 1882 ab, wurde mit der Führung der 12. Infanterie-Brigade in Brandenburg an der Havel beauftragt und mit der Beförderung zum Generalmajor am 6. Juli 1882 zum Kommandeur dieses Großverbandes ernannt. Aufgrund seiner zunehmenden Schwerhörigkeit wurde ihm trotz Eignung kein Divisionskommando übertragen und Schkopp stattdessen am 26. März 1885 zum Inspekteur der 1. Landwehr-Inspektion in Königsberg ernannt. Daran schloss sich am 11. Februar 1886 eine Verwendung als Kommandant von Spandau an. In dieser Stellung erhielt Schkopp am 15. Januar 1887 den Charakter als Generalleutnant und am 22. März 1887 das Patent zu seinem Dienstgrad. Am 18. August 1888 wurde er schließlich Gouverneur von Köln und im März 1890 mit dem Kronenorden I. Klasse ausgezeichnet. Außerdem erhielt er am 5. Mai 1891 den Charakter als General der Infanterie. Unter Verleihung des Roten Adlerordens I. Klasse mit Eichenlaub und Schwertern wurde Schkopp am 8. April 1893 mit der gesetzlichen Pension zur Disposition gestellt.
Nach seiner Verabschiedung zog er nach Braunschweig. Schkopp verstarb an den Folgen einer schweren Operation in Heidelberg. Er war Ehrenritter des Johanniterordens.

### Familie
Schkopp hatte sich am 14. Dezember 1867 in Hamburg mit Mathilde Knauer (1835–1917), verwitwete Haupt, verheiratet. Die Ehe blieb kinderlos. Seine Adoptivtochter, Hermine (Erna) Auguste, geborene Behnke (1872–1944), wurde am 10. September 1882 in Breslau mit dem Prädikat „von Schkopp“ und dem Wappen der uradeligen Familie in den preußischen Adelsstand erhoben. Sie heiratete am 29. Mai 1897 in Braunschweig den Oberstleutnant a. D. Gustav von Lind.